# Isoperla prokopovi
Isoperla prokopovi is een steenvlieg uit de familie Perlodidae. De wetenschappelijke naam van de soort is voor het eerst geldig gepubliceerd in 2012 door Zhiltzova & Zwick.